# رنکوم
رنکوم (به هلندی: Renkum) یک شهرستان در هلند است که در خلدرلاند واقع شده‌است. رنکوم ۵۱ متر بالاتر از سطح دریا واقع شده‌است.

## نگارخانه

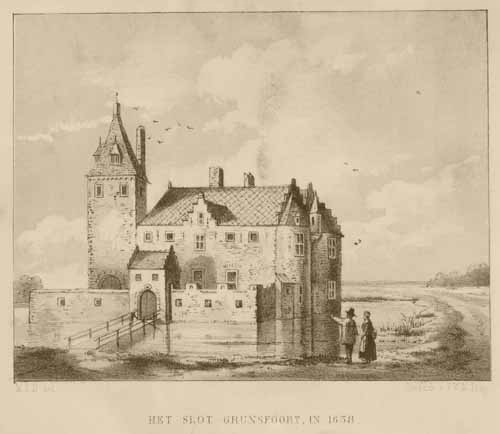
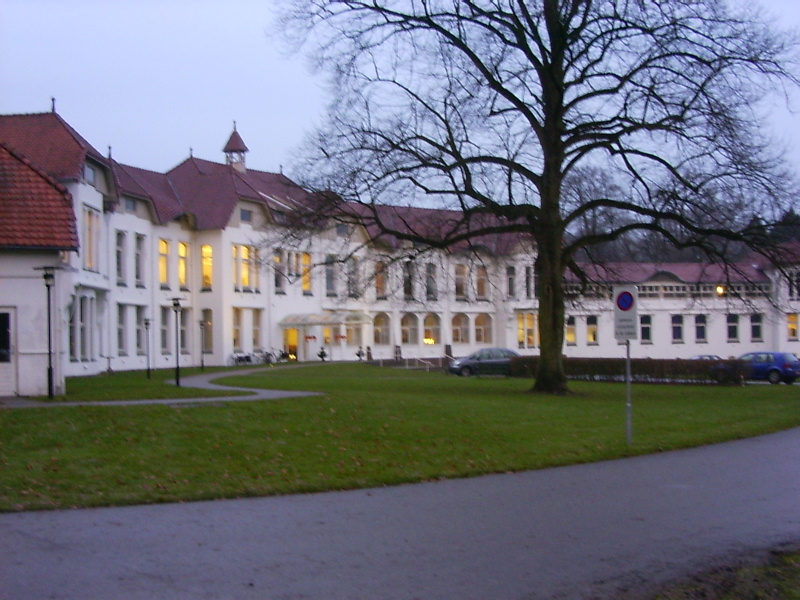
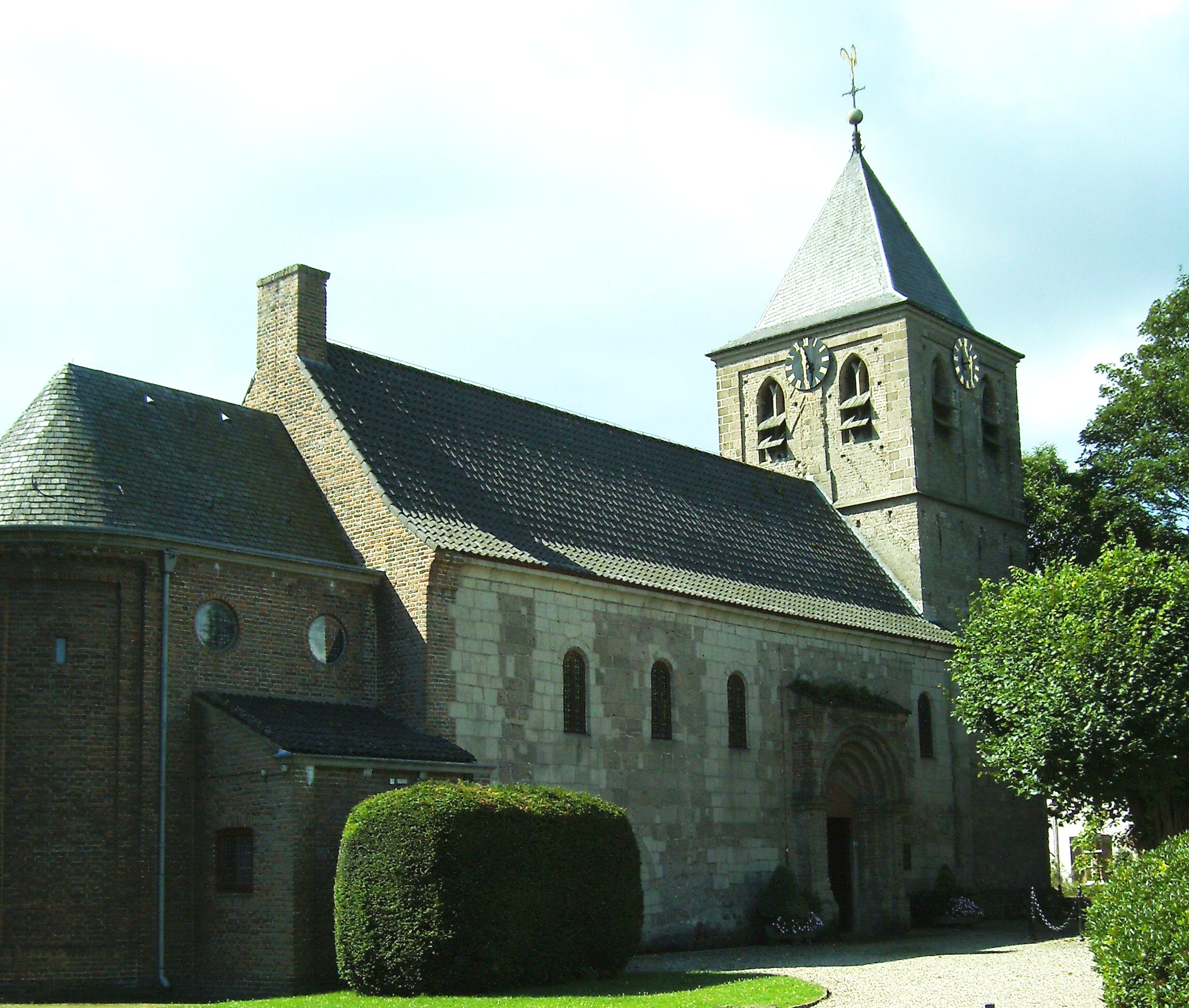
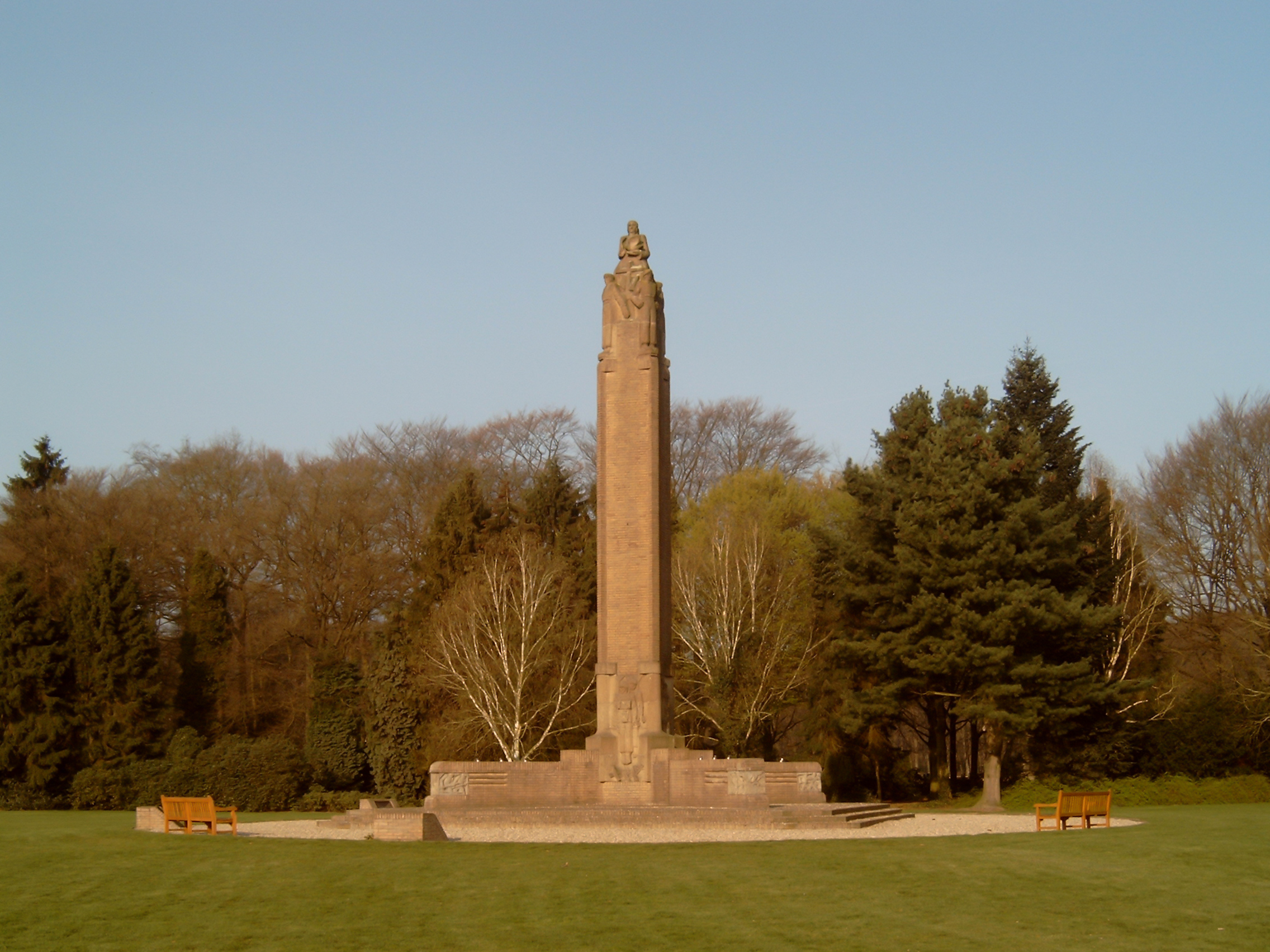

## خواهرخوانده
شهر Dębno خواهرخواندهٔ رنکوم هست.